# Buttevant
Buttevant (irl.  Cill na Mullach) – miasteczko w Irlandii, w prowincji Munster, w hrabstwie Cork. Miejscowość w 2011 roku liczyła 1706 mieszkańców. Buttevant jest oddalone o 28 km od Cork. Miejscowość pochodzi ze średniowiecza.
W Buttevant organizowane są bardzo stare targi konne Cahirmee Horse Fair. Uważa się, że koń Napoleona Bonaparte został kupiony właśnie na tych targach.